# Svicikivka, Drabiv
Svicikivka (în ucraineană Свічківка) este localitatea de reședință a comunei Svicikivka din raionul Drabiv, regiunea Cerkasî, Ucraina.

## Demografie
Componența lingvistică a localității Svicikivka
     Ucraineană (98,2%)
     Rusă (1,2%)
     Alte limbi (0,6%)
Conform recensământului din 2001, majoritatea populației localității Svicikivka era vorbitoare de ucraineană (98,2%), existând în minoritate și vorbitori de rusă (1,2%).